# Апшеронская (станция)
Апшеронская — железнодорожная станция в Краснодарском крае, в Апшеронском районе, в городе Апшеронске на ветке Комсомольская — Нефтегорская (ответвление от линии Армавир — Туапсе). Вплоть до 2010 года — узловая станция, соединяющая Северо-Кавказскую железную дорогу с Апшеронской узкоколейной железной дорогой.

## История
Официальное открытие станции состоялось в 1927 году. В этом же году к станции была подведена ветка Апшеронской узкоколейной железной дороги. Со станции Шпалорез на станцию Апшеронская доставлялся лес, затем он перегружался с узкоколейной дороги на ширококолейную и дальше следовал в пункты назначения. С 1956 по 1994 год по станции имелось пригородное пассажирское сообщение по маршруту «Апшеронская — Белореченская — Апшеронская».
В конце 80х годов лесозаготовки в этом районе закончились. Узкоколейная железная дорога стала использоваться только в пассажирских перевозках.
В 1994 году пригородное сообщение по станции прекратилось в связи с небольшим количеством пассажиров.
В 2010 году на участке Апшеронская — Самурская узкоколейной железной дороги произошло подтопление путей рекой Пшехой, восстанавливать ветку не стали в связи с тем, что для жителей района хватает автобусного сообщения. В этом же году железнодорожные пути от станции Апшеронская до станции Черниговская узкоколейной железной дороги были разобраны.
В настоящее время станция является недействующей и заброшенной, продажа железнодорожных билетов не ведётся. На ветке Комсомольская — Нефтегорская ведётся редкое грузовое движение.

## Пассажирское движение по станции
Пригородное сообщение
По состоянию на март 2017 года пригородное пассажирское сообщение по станции отсутствует.
Дальнее сообщение
По состоянию на март 2017 года дальнее следование поездов по станции отсутствует.